# Хайнфельд (Пфальц)
Хайнфельд (нем. Hainfeld) — община в Германии, в земле Рейнланд-Пфальц.
Входит в состав района Южный Вайнштрассе. Подчиняется управлению Эденкобен. Население составляет 763 человека (на 31 декабря 2010 года). Занимает площадь 6,23 км².